# Врандолац
Врандолац је бивше насељено место у саставу града Триља, Сплитско-далматинска жупанија, Република Хрватска.

## Историја
До територијалне реорганизације у Хрватској налазио се у саставу старе општине Сињ. На попису становништва 2001. године, насеље је укинуто и сједињено са бившим насељима Доња Тијарица и Горња Тијарица у јединствено насељено место Тијарица.

## Становништво
| Број становника по пописима | Број становника по пописима | Број становника по пописима | Број становника по пописима | Број становника по пописима | Број становника по пописима | Број становника по пописима | Број становника по пописима | Број становника по пописима | Број становника по пописима | Број становника по пописима | Број становника по пописима | Број становника по пописима | Број становника по пописима |
| --------------------------- | --------------------------- | --------------------------- | --------------------------- | --------------------------- | --------------------------- | --------------------------- | --------------------------- | --------------------------- | --------------------------- | --------------------------- | --------------------------- | --------------------------- | --------------------------- |
| 1857                        | 1869                        | 1880                        | 1890                        | 1900                        | 1910                        | 1921                        | 1931                        | 1948                        | 1953                        | 1961                        | 1971                        | 1981                        | 1991                        |
| 0                           | 0                           | 24                          | 12                          | 195                         | 247                         | 0                           | 0                           | 247                         | 222                         | 226                         | 218                         | 200                         | 229                         |

Напомена: До 1910. исказивано као део насеља под именом Врањ Долац. У 1857, 1869. и 1931. подаци су садржани у бившем насељу Горња Тијарица, а у 1921. у бившем насељу Доња Тијарица, као и део података од 1880. до 1900. Од 1880. до 1900. исказивано као део насеља. У 2001. спојено је у ново насеље Тијарица.

### Попис1991.
На попису становништва 1991. године, насељено место Врандолац је имало 229 становника, следећег националног састава:
| Попис 1991.‍ | Попис 1991.‍ | Попис 1991.‍ | Попис 1991.‍ | Попис 1991.‍ |
| ----------- | ----------- | ----------- | ----------- | ----------- |
|             |             |             |             |             |
| Хрвати      | Хрвати      |             | 229         | 100%        |
| укупно: 229 |             |             |             |             |